# Edmund Adler
Edmund Adler (ur. 15 października 1876 w Wiedniu, zm. 10 maja 1965 w Mannersdorfie) – austriacki malarz, uprawiał litografię.

## Życiorys
Kształcił się w szkole zawodowej dla grafików – Graphische Lehr- und Versuchsanstalt (1892–1896) i studiował w Akademii Sztuk Pięknych w Wiedniu (1894–1903), m.in. u Christiana Griepenkerla (1839–1916). Na koniec studiów akademia przyznała mu nagrodę Rompreis, co umożliwiło mu pobyt studialny w Rzymie. W 1910 roku Adler sprowadził się wraz z rodziną do Mannersdorfu, gdzie spędzał wakacje jako dziecko.
Wzięty do niewoli podczas I wojny światowej, lata 1914–1920 spędził na Syberii. Po powrocie poświęcił się pracy artystycznej. Malował portrety i scenki dziecięce.
W 2006 roku na zamku w Mannersdorfie otwarto wystawę stałą poświęconą twórczości malarza.